# Cima Tosa
Cima Tosa – szczyt w Dolomitach Brenty, części Alp Wschodnich. Leży w północnych Włoszech w regionie Trydent-Górna Adyga. Jest to najwyższy szczyt Dolomitów Brenty. Na południe od Cima Tosa nie ma już wyższych szczytów, więc przy dobrej widoczności ze szczytu roztaczają się rozległe widoki, między innymi na masyw Adamello-Presanella i jezioro Garda.
Pierwszego wejścia 20 lipca 1865 r. dokonał G. Loss.